# NGC 4211
NGC 4211 (również PGC 39221 lub UGC 7277) – galaktyka spiralna (S0-a), znajdująca się w gwiazdozbiorze Warkocza Bereniki. Odkrył ją Édouard Jean-Marie Stephan 30 kwietnia 1881 roku. Jest to galaktyka z aktywnym jądrem typu LINER.
Galaktyka ta jest w trakcie zderzenia z sąsiednią, mniejszą PGC 39195 (zwaną też NGC 4211B). Ta para oddziałujących ze sobą grawitacyjnie galaktyk została skatalogowana jako Arp 106 w Atlasie Osobliwych Galaktyk.